# Liste der EU-Vogelschutzgebiete in Schwaben (Bayern)
Die Liste der EU-Vogelschutzgebiete in Schwaben zeigt die Europäischen Vogelschutzgebiete (englisch Special Protection Area, SPA) im bayerischen Regierungsbezirk Schwaben. Sie sind Bestandteil des europäischen Schutzgebietsnetzes Natura 2000.
Teilweise überschneiden sie sich mit bestehenden FFH-, Natur- und Landschaftsschutzgebieten.
In Schwaben gibt es zwölf EU-Vogelschutzgebiete. (Stand Februar 2016)
| Name                                                          | Bild | Kennung                     | Einzelheiten | Position | Fläche Hektar | Datum |
| ------------------------------------------------------------- | ---- | --------------------------- | --- | -------- | ------------- | ----- |
| Ammergebirge mit Kienberg und Schwarzenberg sowie Falkenstein |      | DE-8330-471 WDPA: 555537966 | | ⊙        | 30.114,85     |       |
| Bayerischer Bodensee                                          |      | DE-8423-401 WDPA: 555537971 | | ⊙        | 807,00        |       |
| Donauauen                                                     |      | DE-7428-471 WDPA: 555537902 | | ⊙        | 8.084,84      |       |
| Donauauen zwischen Lechmündung und Ingolstadt                 |      | DE-7231-471 WDPA: 555537881 | | ⊙        | 6.995,12      |       |
| Hoher Ifen und Piesenkopf                                     |      | DE-8626-401 WDPA: 555537976 | Bergmassiv im Allgäu am Ifen mit steil abfallenden Wänden sowie dem Gottesackerplateau mit Karrenfeldern, am Piesenkopf großflächige Plateauvermoorung, Bergmisch- und Bruchwälder sowie ausgedehnte Hangvermoorungen. | ⊙        | 4.533,00      |       |
| Mindeltal                                                     |      | DE-7828-471 WDPA: 555537922 | | ⊙        | 2.655,20      |       |
| Naturschutzgebiet Allgäuer Hochalpen                          |      | DE-8528-401 WDPA: 555537974 | | ⊙        | 20.799,00     |       |
| Nördlinger Ries und Wörnitztal                                |      | DE-7130-471 WDPA: 555537874 | | ⊙        | 7.097,97      |       |
| Riesalb mit Kesseltal                                         |      | DE-7229-471 WDPA: 555537880 | | ⊙        | 12.068,95     |       |
| Schwäbisches Donaumoos                                        |      | DE-7427-471 WDPA: 555537901 | | ⊙        | 2.592,66      |       |
| Wertachdurchbruch                                             |      | DE-8329-301 WDPA: 555579400 | | ⊙        | 876,00        |       |
| Wiesenbrüterlebensraum Schwäbisches Donauried                 |      | DE-7330-471 WDPA: 555537892 | | ⊙        | 3.994,55      |       |
| Legende für Vogelschutzgebiet                                 |      |                             | |          |               |       |